# Pluder
Pluder, polnisch Pludry ist eine Ortschaft in Oberschlesien. Pluder liegt in der Gemeinde Guttentag im Powiat Oleski (Landkreis Rosenberg O.S.) in der polnischen Woiwodschaft Oppeln.

## Geschichte

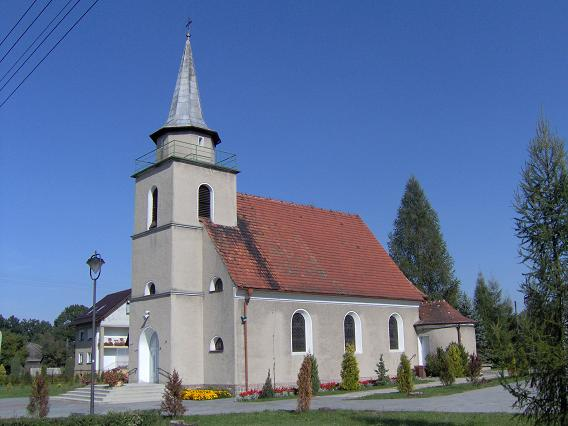
Kirche

Bei der Volksabstimmung in Oberschlesien am 20. März 1921 stimmten in Pluder und Petershof 234 Wahlberechtigte für einen Verbleib bei Deutschland und 244 für Polen. Pluder verblieb beim Deutschen Reich. 1933 lebten im Ort 933 Einwohner. Am 2. Dezember 1936 wurde der Ort in Wildfurt umbenannt. 1939 hatte der Ort 1212 Einwohner. Bis 1945 befand sich der Ort im Landkreis Loben.
1945 kam der bisher deutsche Ort unter polnische Verwaltung, bevor 1991 mit dem Zwei-plus-Vier-Vertrag ein Friedensvertrag zwischen den beiden deutschen Staaten und den Siegermächten des Zweiten Weltkrieges geschlossen wurde, welcher den Ort zum festen Bestandteil Polens machte. Der Ort wurde 1945 in Pludry umbenannt und der Woiwodschaft Schlesien angeschlossen. 1950 kam der Ort zur Woiwodschaft Oppeln. Von 1975 bis 1998 befand sich der Ort in der Woiwodschaft Częstochowa. 1999 kam der Ort zur Woiwodschaft Oppeln und zum Powiat Oleski. Am 4. Juli 2008 erhielt der Ort zusätzlich den amtlichen deutschen Ortsnamen Pluder.

## Verkehr
Pluder hat einen im Personenverkehr kaum mehr bedienten Bahnhof an der Bahnstrecke Kielce–Fosowskie.

## Söhne der Stadt
Günther Koehler (1923 – 2002), Generaldirektor der VVB Saat- und Pflanzgut in Berlin, später in Quedlinburg.